# 伊藤轟
伊藤 轟（いとう ごう /仏 Itō Gho、1940年1月6日 - ）は、フランスを中心にヨーロッパで活動している日本の洋画家。父親は伊藤廉。本名の読みは「とどろき」。1965年ごろから活動を開始する。
油彩画にもかかわらずカリグラフィーな線、単純明確な形と色彩、グラフィカルな構成でありながらも様々な物語性のある作風を得意とする。
一見シンプルながらも内に滾る豊かな表現ができる画家としてオークションでは世界各国のコレクター間で売買されている。
近年ではフランス、パリにある画廊Michel Guillet Arcane17にて個展展示を行うことが多く、展示にはさまざまな音楽家による絵画作品とコラボレーションしたギャラリー内でのライブなども行われ、高く評価されている。

## 活動国一覧
- 日本 東京
- フランス パリ
- スイス
- オーストリア
- トルコ イスタンブール